# William Lygon, 7º Conde Beauchamp
William Lygon, 7.º Conde Beauchamp (Londres, 20 de fevereiro de 1872 – Nova Iorque, 14 de novembro de 1938) foi um nobre e político britânico, célebre por seu envolvimento num escândalo homossexual na década de 1930 que custou sua carreira. Ele foi Governador de Nova Gales do Sul de 1899 até 1901. É amplamente considerado como a inspiração para o personagem lorde Marchmain no romance Retorno a Brideshead, de Evelyn Waugh.

## Primeiros anos
Beauchamp era o filho mais velho de Frederick Lygon, 6.º Conde Beauchamp e de sua primeira, Lady Mary Catherine, filha de Philip Stanhope, 5.º Conde Stanhope.[carece de fontes?] Ele foi educado no Eton College e na Christ Church da Universidade de Oxford, onde demonstrou interesse pelo evangelismo, ingressando na União Cristã Social. Entre os mentores de Beauchamp estavam o mestre de Eton, Henry Luxmoore, que incentivava seus alunos a "buscar o que havia de melhor em todas as coisas", e o reverendo anglicano James Adderley, que acreditava em um cristianismo prático e dedicou sua vida à filantropia em Londres.

## Carreira política

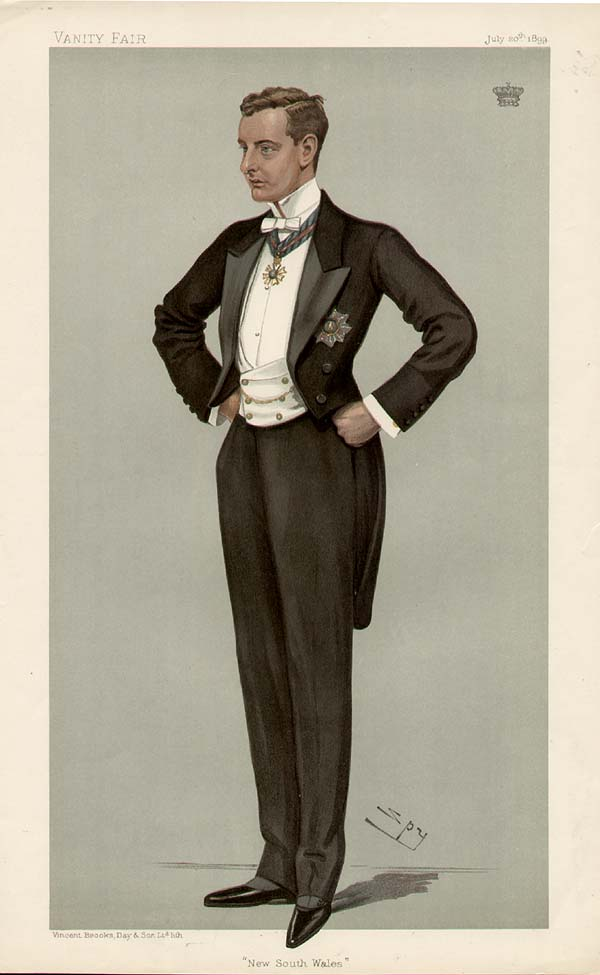
Caricatura de Beauchamp em 1899, por Leslie Ward (na Vanity Fair).

Beauchamp sucedeu a seu pai no condado em 1891, aos 18 anos de idade, e foi prefeito de Worcester entre 1895 e 1896.[carece de fontes?] Progressista em suas ideias, ficou surpreso ao ser convidado para o cargo de Governador de Nova Gales do Sul, em maio de 1899. Embora desempenhasse bem a função e apreciasse a companhia de artistas e escritores locais, foi impopular na colônia devido a uma série de gafes e mal-entendidos, sendo o mais notório sua referência à "mancha de nascimento" das origens condenatórias da Austrália. Sua associação aberta com a alta igreja e o anglo-catolicismo causou crescente preocupação no Conselho Evangélico.
Em Sydney, William Carr Smith, reitor da Igreja de St. James, atuou como seu capelão.  Beauchamp retornou à Grã-Bretanha em 1900, alegando que suas funções não haviam lhe proporcionado estímulo.
Em 1902, Beauchamp ingressou no Partido Liberal e, no mesmo ano, casou-se com Lady Lettice Mary Elizabeth Grosvenor, filha de Victor Grosvenor, Conde Grosvenor. Quando os liberais chegaram ao poder sob a liderança de Henry Campbell-Bannerman, em dezembro de 1905, Beauchamp foi nomeado Capitão do Honorável Corpo de Cavalheiros-de-Armas e foi admitido no Conselho Privado em janeiro de 1906. Em julho de 1907, tornou-se Mordomo-Mor da Casa Real, cargo que manteve quando H. H. Asquith assumiu o cargo de primeiro-ministro em 1908. Ele ingressou no gabinete como Presidente do Conselho em junho de 1910, cargo que ocupou até novembro do mesmo ano, quando foi nomeado Primeiro Comissário das Obras Públicas.
Identificado com a ala radical do Partido Liberal, Beauchamp também presidiu, em dezembro de 1913, o Conselho Central de Terras e Habitação, criado para promover a Campanha Fundiária de Lloyd George. Voltou a ocupar o cargo de Presidente do Conselho entre 1914 e 1915. No entanto, não integrou o governo de coalizão formado por Asquith em maio de 1915. Lorde Beauchamp jamais retornou a cargos ministeriais, mas atuou como líder dos liberais na Câmara dos Lordes de 1924 a 1931, apoiando o combalido partido com sua expressiva fortuna.[carece de fontes?]
Durante sua atuação no Parlamento, Beauchamp também manifestou apoio a uma série de medidas progressistas, como a compensação aos trabalhadores, a ampliação da oferta de moradias rurais, o estabelecimento de um salário mínimo agrícola, o aprimoramento das normas de segurança e a redução da jornada de trabalho para os mineiros.

## Prêmios

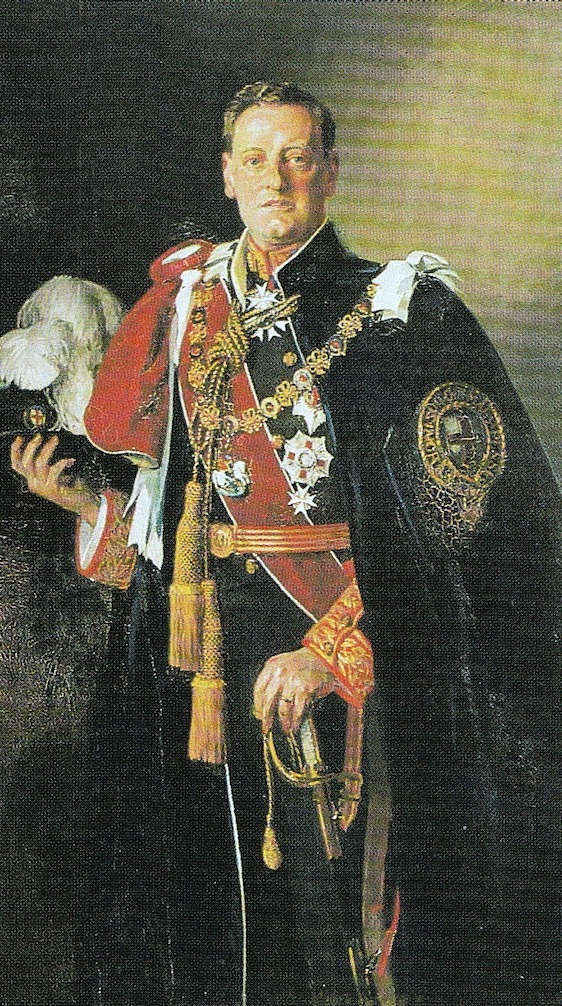
Retrato de Beauchamp em trajes da Ordem da Jarreteira.

Beauchamp foi nomeado Coronel Honorário do 1º Regimento de Artilharia de Guarnição Real de Worcestershire (Voluntários) em 5 de novembro de 1902.
Em 1911, foi nomeado Lorde Tenente de Gloucestershire, carregou a Espada de Estado na coroação do rei Jorge V, foi nomeado Guardião Lorde dos Cinque Ports em 1913 e Cavaleiro da Ordem da Jarreteira em 1914. Também ocupou os cargos de Chanceler da Universidade de Londres e de Six Master (administrador da Escola Real de Gramática de Worcester).Predefinição:Cerece de fontes
Em junho de 1901, Beauchamp recebeu o título de Doutor em Direito (LL.D.) honoris causa pela Universidade de Glasgow.

## Sexualidade

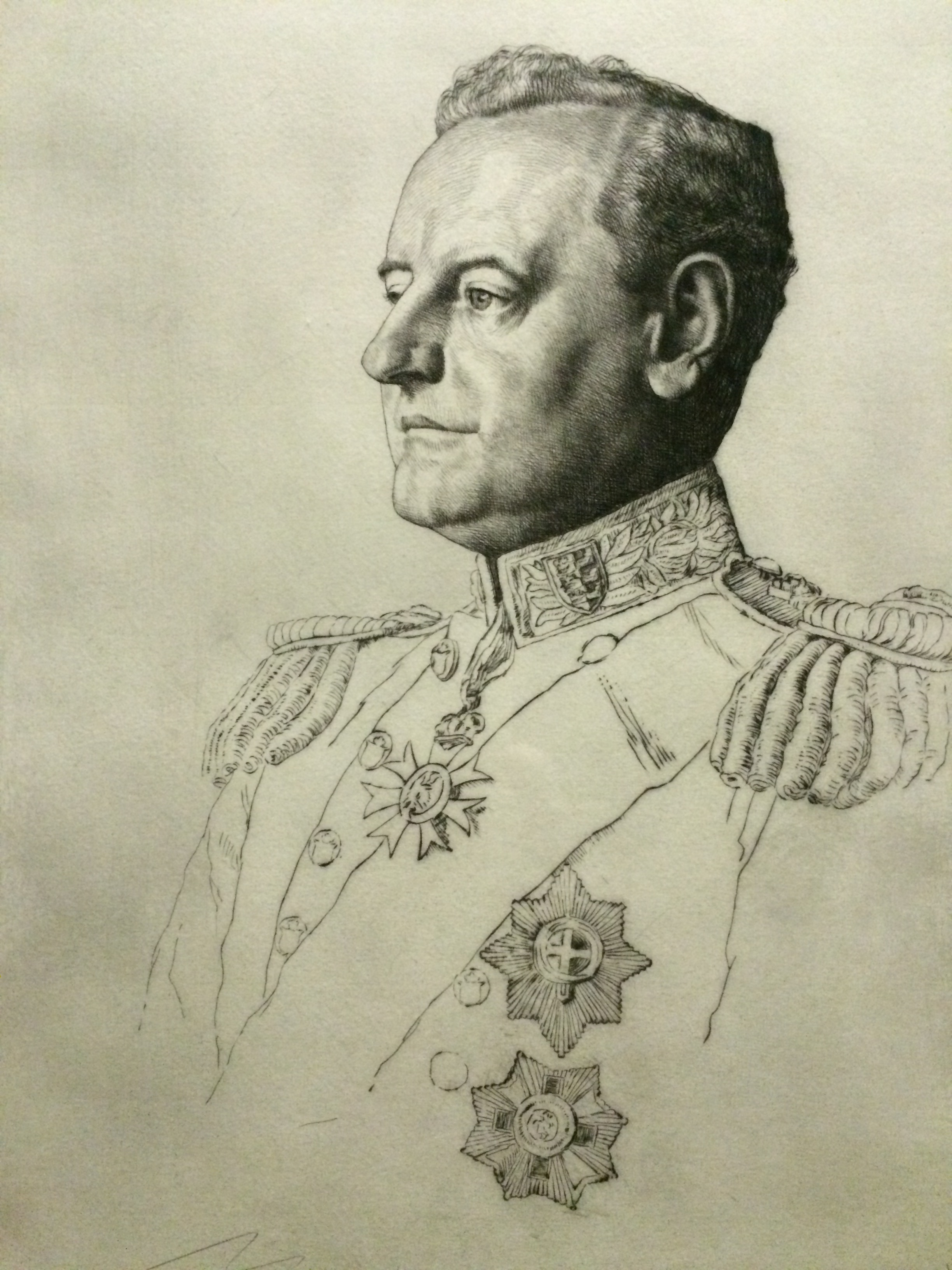
Retrato de Beauchamp em 1920, por autor desconhecido.

Em 1931, lorde Beauchamp foi "exposto" como homossexual. Embora sua homossexualidade — uma característica que também era atribuída a seu falecido tio paterno, Henry Lygon, 5.º Conde Beauchamp — fosse conhecida em certos círculos da alta sociedade, seus opositores políticos haviam evitado usá-la contra ele, apesar de sua ilegalidade. A esposa de Beauchamp, no entanto, desconhecia completamente a situação e declarou estar confusa sobre o que era homossexualidade quando a revelação veio à tona. Em determinado momento, ela chegou a pensar que seu marido estava sendo acusado de ser um ladrão de residências (em inglês, bugler, confundido com bugger, gíria pejorativa para homossexual). Beauchamp teve diversos casos amorosos em Madresfield e no Castelo de Walmer, com parceiros que variavam de empregados a socialites, incluindo homens da região.
Em 1930, durante uma viagem à Austrália, tornou-se conhecimento comum entre a sociedade londrina que um dos homens que o acompanhavam, Robert Bernays, membro do Partido Liberal, era seu amante.
O caso foi relatado ao rei Jorge V e à rainha Maria pelo cunhado conservador de Beauchamp, o duque de Westminster, que nutria antipatia pessoal por ele e desejava arruinar tanto sua reputação quanto a do Partido Liberal. A prática homossexual era crime na época, e o rei ficou horrorizado — segundo rumores, teria dito: "Eu pensei que homens assim atirassem em si mesmos".
O rei tinha interesse pessoal no caso, pois seus filhos, Henrique e Jorge, haviam visitado Madresfield anteriormente. Jorge, inclusive, mantinha à época um relacionamento com lady Mary Lygon, filha de Beauchamp, o qual foi interrompido após a revelação da sexualidade do seu pai.

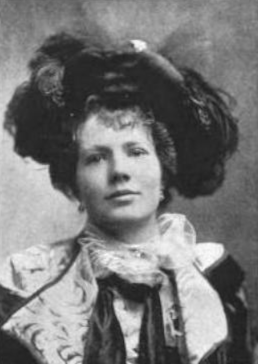
Lady Lettice Grosvenor, esposa de Beauchamp, em 1902.

Após reunir provas suficientes, o duque de Westminster ofereceu a Beauchamp a possibilidade de se separar de sua esposa Lettice, aposentar-se sob um falso pretexto e deixar o país. Beauchamp aceitou e partiu imediatamente em junho de 1931, levando uma vida nômade nos destinos mais conhecidos da comunidade homossexual da época. Pouco tempo depois, a condessa de Beauchamp obteve o divórcio. A petição de divórcio descrevia Beauchamp como:
Um homem de práticas sexuais pervertidas, [que] cometeu atos de indecência grosseira com empregados e outras pessoas do sexo masculino e foi culpado de sodomia... durante toda a vida de casado... o Requerido cometeu habitualmente atos de indecência grosseira com alguns de seus empregados.
Não houve escândalo público, mas lorde Beauchamp renunciou a todos os seus cargos. No entanto, manteve o cargo simbólico de Lorde Guardião dos Cinco Portos até 1934. Após sua partida para o continente, seu cunhado lhe enviou um bilhete com os seguintes dizeres: "Querido "sadomita"-em-lei, (paronomásia em inglês de brother-in-law – irmão-em-lei/cunhado) você teve o que mereceu. Atenciosamente, Westminster".
Westminster ordenou que os filhos de Beauchamp testemunhassem contra o pai, mas todos se recusaram. Embora sua esposa o tivesse abandonado, o apoio dos filhos nunca desapareceu. Eles rejeitavam a mãe e nunca fizeram as pazes com ela (exceto o filho mais novo, Richard). Westminster tornou-se o maior inimigo dos sobrinhos e deixou claro que qualquer um que lidasse com os Lygons seria excluído da sociedade. Isolados do resto da sociedade, os filhos de Beauchamp se revezavam para visitar o pai no exterior. Segundo Sibell, ele nunca mais reclamou, nem mencionou Westminster, mas se resignou ao exílio.
O último companheiro de lorde Beauchamp foi David Smyth (nascido Glory Smyth-Pigott, filho de John Smyth-Pigott, segundo líder da seita messiânica conhecida como os Agapemonitas), a quem deixou uma mansão em Sydney e uma carteira de ações.

## Últimos anos e morte
Beauchamp partiu primeiro para a Alemanha, onde pensou em suicídio, mas foi dissuadido pelo filho Hugh. Mais tarde, dividiu seu tempo entre Paris, Veneza, Sydney e São Francisco — quatro cidades relativamente tolerantes à sua orientação sexual.
Somente com a ascensão de Jorge VI ao trono, em 1936, o mandado de prisão contra Beauchamp foi revogado. Beauchamp retornou à Inglaterra em julho de 1937. Mudou-se de volta para Madresfield Court e não perdeu tempo em pintar a imagem da esposa de um afresco em sua capela particular; a família havia jogado o busto dela no fosso da casa.
Beauchamp morreu de câncer em Nova Iorque em 1938, aos 66 anos. Ele foi sucedido no condado por seu filho mais velho, William. Os filhos nunca fizeram as pazes com a mãe por seu papel na queda do pai; Lady Beauchamp, tendo sido sempre malvista e agora odiada por seus filhos", foi despejada de Madresfield Court por suas filhas e passou o resto de sua vida na propriedade de seu irmão em Cheshire. Lady Beauchamp morreu em 1936, aos 59 anos, afastada de todos os seus filhos, exceto do mais novo.

## Na cultura
Lorde Beauchamp é amplamente considerado como a inspiração para o personagem lorde Marchmain no romance Retorno a Brideshead, de Evelyn Waugh. Ambos eram aristocratas exilados, embora por razões distintas. Ambos eram aristocratas exilados, embora por razões distintas. Em seu livro de 1977, Homosexuals in History, o historiador A. L. Rowse sugere que a fracassada nomeação de Beauchamp para o cargo de governador de Nova Gales do Sul teria inspirado o poema satírico infantil de Hilaire Belloc, Lord Lundy, que termina com uma ordem do avô idoso ao personagem-título: "Mas como é!... Faltam-me as palavras! Vá governar Nova Gales do Sul!". Apesar disso, observa Rowse, "a fraqueza crônica de lorde Lundy eram as lágrimas. Essa não era a fraqueza de lorde Beauchamp: ele gostava da vida, era sempre alegre".

## Família

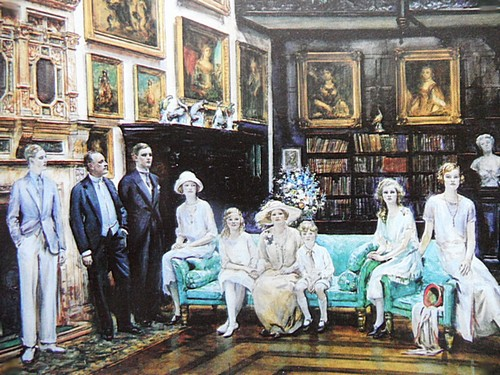
A família do conde Beauchamp c. 1925, por William Bruce Ellis Ranken. Da esquerda para a direita: Hugh, William (pai), William (filho), Sibell, Dorothy, Lettice (mãe), Richard, Mary e Lettice (filha).

Beauchamp casou-se com a lady Lettice Grosvenor, de quem teve os seguintes filhos:
| Nome    | Nascimento              | Morte                   | Observações |
| ------- | ----------------------- | ----------------------- | --- |
| William | 3 de julho de 1903      | 3 de janeiro de 1979    | 8.º Conde Beauchamp; casou-se com Else Schiwe em 1936, sem descendência.                                                       |
| Hugh    | 2 de novembro e 1904    | 19 de agosto 1936       | Homossexual, não casou-se; considerado o modelo para Lorde Sebastian Flyte em Retorno a Brideshead.                            |
| Lettice | 16 de junho de 1906     | 18 de julho de 1973     | Casou-se com Sir Richard Charles Cotterell, 5.º Baronete em 1930, com descendência.                                            |
| Sibell  | 10 de outubro de 1907   | 31 de outubro de 2005   | Casou-se com Michael Rowley em 1939 (bigamicamente) e 1949 (legalmente), sem descendência.                                     |
| Mary    | 12 de fevereiro de 1910 | 27 de setembro de 1982  | Casou-se com Vsevolod Ivanovich da Rússia em 1937, sem descendência.                                                           |
| Dorothy | 22 de fevereiro de 1912 | 13 de novembro de 2001  | Casou-se com Robert Heber-Percy em 1985, sem descendência.                                                                     |
| Richard | 25 de dezembro de 1916  | 24 de fevereiro de 1970 | Casou-se com Patricia Janet Norman em 1939, com descendência; sua filha mais nova, Rosalind, herdou Madresfield Court em 1979. |